# Ručna bušilica
Ručna bušilica se primjenjuju za bušenje provrta manjih od 8 milimetara i to najčešće izvan radionica, na mjestima gdje nema električne energije ili na nepristupačnim mjestima i velikim nepokretnim dijelovima. Ručna bušilica ima oslonac koji joj osigurava stabilnost i prijenos pritiska pri bušenju. Okretanjem ručice (moguće i preko preko zupčanika) ostvareno je kružno gibanje.
Prve ručne bušilice u povijesti su se pojavile prije otprilike 35 000 godina, a to je bio jednostavan kameni šiljak, koji se okretao trljanjem između ruku. Glavni napredak su bile ručne bušilice u obliku luka, koje su se pojavile u dolini Inda i drevnom Egiptu, a koristile su se i za paljenje vatre na ognjištima. I danas postoje ručne bušilice koje koristi stolari za bušenje jednostavnih rupa u drvu.

## Ručne električne bušilice
Ručne električne bušilice ili ručne bušilice s pogonom kao pogon koriste elektromotor pokretan električnom strujom 220 V ili istosmjernom strujom iz baterije ili akumulatora (različitog napona – 12 V, 24 V). U prostorima gdje ne smije doći do iskrenja, koja se pojavljuju kod električnih bušilica, praktičnije je korištenje pneumatskih bušilica. Kod električnih bušilica potrebno je u blizini imati priključak na električnu energiju. Akumulatorske bušilice su samostalne, ali ograničenje im je kapacitet baterije. Kod pneumatskih bušilica potrebno je u blizini imati kompresor za snabdjevanje bušilice stlačenim zrakom. Ručne električne bušilice se koriste za bušenje provrta do 15 milimetara, kada je predmet nepogodan za bušenje na stolnim ili drugim bušilicama. Osovina elektromotora je sa zupčanicima vezana za radno vreteno. Prodiranje svrdla se izvodi pritiskom ručice. Broj okretaja ručne električne bušilice kreće se od 150 do 3500 okr/min. Pri radu s ovim bušilicama mora se voditi računa o ispravnosti instalacija i kabla, kao i podlozi na kojoj se izvodi bušenje. 
Zbog preciznosti izrade rupe prilikom bušenja, često je potrebno korištenje i drugih naprava. Za precizno spuštanje alata i bušenje potrebni su različiti stalci za bušilice, bilo s podnožjem, stupom iz radnog stola ili magnetski stalak. Stalci omogućuju veliku preciznost ručnih alata pri posmaku (u pravcu osi rotacije). Prilikom bušenja obavezno je stezanje obratka, kako bi strojna obrada bila precizna. Stezati se može različitim škripcima, stegama, klinovima, planskim pločama.

## Pneumatske bušilice
Pneumatske bušilice se primjenjuju u velikim industrijskim pogonima, gradilištima i drugdje gdje postoje uređaji za stlačeni (komprimirani) zrak. Stlačeni zrak dolazi kroz crijevo do priključka držača i prolazi kroz filtar zraka u pneumatski cilindar, unutar kojeg se okreće rotor motora bušilice. Ventil ili razvodnik stvara gibanje u otvorenom položaju. Rotor bušilice se sastoji od cilindra, u kome su izvedena, po uzdužnom (aksijalnom) smjeru 4 ili 5 utora na koje djeluje stlačeni zrak i izvodi vrlo brzo okretanje rotora, a time i stezne glave svrdla. Pneumatske bušilice mogu postići velike brzine gibanja (brzina na prazno i do 21 000 okr/min), a vrlo su lagane. Koristeći u radu razne nastavke, ručne električne i pneumatske bušilice mogu izvoditi brojne operacije: bušenje, brušenje, odvijanje i slično.